# Choi Chung-min
Choi Chung-min (Pyongyang, 30 de agosto de 1930 - 8 de dezembro de 1983) foi um futebolista e treinador coreano que atuava como atacante. Embora tenha nascido na atual capital da Coreia do Norte, ele defendeu a Coreia do Sul.

## Carreira
Choi Chung-min fez parte do elenco da Seleção Sul-Coreana de Futebol, na Copa do Mundo de 1954.

## Títulos
- Copa da Ásia: 1956, 1960